# Commander in Chief
Commander in Chief (em Portugal, Senhora Presidente) é uma série de televisão que foca na administração e na família de Mackenzie Allen, interpretada por Geena Davis, a primeira mulher a ser presidente  dos Estados Unidos que ascende a esse papel devido à morte do presidente Teddy Bridges.  A série começou a ser transmitida a 27 de Setembro de 2005 pela ABC e ganhou rapidamente aclamação do público e da crítica.
A série foi criada pelo director americano, Rod Lurie. Lurie dirigiu os primeiros três episódios da série até que em Outubro de 2005, dias depois do início da série, Lurie foi substituído por Steven Bochco. A razão principal deveu-se à entrega em atraso dos guiões por parte de Lurie, levando a ABC a perder dinheiro. No entanto Rob Lurie permaneceu vinculado à série como produtor executivo.  
A 3 de Março, Steven Bochco deixou o seu posto depois de disputas com a ABC e o seu projecto de futuro com a Touchstone. O produtor executivo Dee Johnson é actualmente o director da série.
A 13 de Maio de 2006, a estação ABC anunciou que a série não faria parte da programação de Outono e que os últimos três episódios seriam transmitidos em Junho. A estação está ainda em discussão com o criador, Rod Lurie, para ver se é possível fazer um filme para a televisão sobre a série.
A série, em Portugal conhecida como "Senhora Presidente", estreou no canal Fox Life em Agosto de 2008.

## Elenco
- Presidente Mackenzie Allen (Geena Davis) – antiga congressista do estado do Connecticut e reitora da Universidade de Richmond, Mackenzie Allen é uma política independente escohida por Theodore "Teddy" Roosevelt Bridges (candidato do partido Republicano) como vice-presidente. Com a morte de Teddy, torna-se na primeira mulher a ser presidente dos Estados Unidos
- Primeiro Cavalheiro Rod Calloway (Kyle Secor) – marido de Allen e ex-chefe de gabinete da vice-presidência.
- Presidente da Casa dos Representantes Nathan Templeton (Donald Sutherland) – Congressista Republicano da Flórida, foi a escolha de Bridges para a sucessão. Como a então vice-presidente Allen se recusou a renunciar e assumiu a presidência, eles se tornam inimigos declarados.
- Chefe de Gabinete da Casa Branca Jim Gardner (Harry Lennix) – antigo chefe do pessoal do Presidente Bridges, foi convidado pela Presidente Allen a continuar na sua administração.
- Secretária de Imprensa Kelly Ludlow (Ever Carradine) – trazida para a administração de Allen do pessoal da vice-presidência onde era directora de comunicação.
- Horace Calloway (Matt Lanter), Rebecca Calloway (Caitlin Wachs) and Amy Calloway (Jasmine Anthony) – filhos de Allen e de Calloway; os gémeos de dezasseis anos e a filha de seis. Rebecca enfrenta a escolha da mãe de assumir a presidência e é muito mais conservadora que a mãe.

## Posição das personagens
| Actor/Actriz            | Personagem                | Posição |
| ----------------------- | ------------------------- | --- |
| Geena Davis             | Mackenzie Spencer Allen   | Presidente dos Estados Unidos                                                                              |
| Donald Sutherland       | Nathan Templeton          | Presidente da Câmara dos Representantes                                                                    |
| Kyle Secor              | Rod Calloway              | Primeiro Cavalheiro                                                                                        |
| Harry J. Lennix         | Jim Gardner               | Chefe de Gabinete da Casa Branca                                                                           |
| Peter Coyote            | Warren Keaton             | Vice-Presidente dos Estados Unidos (Abdica no Episódio 15)                                                 |
| Ever Carradine          | Kelly Ludlow              | Secretária da Imprensa da Casa Branca                                                                      |
| Matt Lanter             | Horace Calloway           | FIlho da Presidente Mackenzie Allen e do Primeiro Cavalheiro Rod Calloway; Irmão Gêmeo de Rebecca          |
| Caitlin Wachs           | Rebecca Calloway          | Filha mais velha da Presidente Mackenzie Allen e do Primeiro Cavalheiro Rod Calloway; Irmã Gêmea de Horace |
| Jasmine Jessica Anthony | Amy Calloway              | Filha mais nova da Presidente Mackenzie Allen e do Primeiro Cavalheiro Rod Calloway                        |
| Polly Bergen            | Kate Allen                | Mãe da Presidente Allen e Anfitriã da Casa Branca                                                          |
| Mark-Paul Gosselaar     | Richard "Dickie" McDonald | Conselheiro de Campanha                                                                                    |
| Anthony Azizi           | Vince Taylor              | Ajuda Especial ao Presidente                                                                               |
| Natasha Henstridge      | Jayne Murray              | Chefe de gabinete de Nathan Templeton                                                                      |

## Universo de Commander in Chief
O Universo de Commander in Chief / Senhora Presidente partilha de muito com a atualidade real: no primeiro episódio, o Vice Presidente Al Gore e Dick Cheney são mencionados, sugerindo que o programa diverge da realidade por cerca de 2001. Como é referenciado no primeiro episódio, Teddy Bridges serviu quatro anos como vice-presidente e o programa começa no segundo ano do seu primeiro mandato como Presidente.  Alguns críticos referem que no universo da série, ou o Presidente George W. Bush (2001-2005) serviu um só mandato ou Teddy Bridges era o seu Vice Presidente no segundo mandato (2005-2009). Isto colocava Bridges como eleito para a Presidência em 2008 e a série desenrola-se por volta de 2011. Contudo, no episódio Primeira Dança, a Rússia é descrita como tendo uma democracia de 15 anos, colocando de novo no ano de 2006.
Como no drama político The West Wing, o mundo de Commander in Chief inclui países reais (como a Nigéria, Coreia do Norte e Iraque), tanto como países fictícios (como o país Sul-Americano de San Pasquale).

### Cronologia
Embora não se especifiquem as datas, muitos eventos estão assinalados como sendo passado, recorrendo-se à técnica de Flashback. A seguinte lista demonstra alguns desses acontecimentos.
1965
Nathan Templeton é candidato pelo  Partido Democrático.
Aproximadamente 22 anos antes da primeira temporada
Teddy Bridges é eleito governador no seu estado natal e é sempre re-eleito até  candidatar-se à Vice Presidência 16 anos mais tarde.
10 anos antes de "First… Do No Harm"
Mackenzie Allen, uma indenpendente, é aliciada por um grupo de republicanos moderados para se candidatar ao Congresso como Independente.
8 anos antes de "First Disaster"

## Episódios

### Primeira temporada: 2005-2006
| No. | Prod. | Título original                            | Título Português                      | Data de Transmissão Original |
| --- | ----- | ------------------------------------------ | ------------------------------------- | ---------------------------- |
| 1   | 101   | Pilot                                      | Piloto                                | 27 de Setembro               |
| 2   | 102   | First Choice                               | Primeira Escolha                      | 4 de Outubro                 |
| 3   | 103   | First Strike                               | Primeiro                              | 11 de Outubro                |
| 4   | 104   | First Dance                                | Primeira Dança                        | 18 de Outubro                |
| 5   | 105   | First…Do No Harm                           | Primeiro…Não Faças Mal                | 25 de Outubro                |
| 6   | 106   | First Disaster                             | Primeiro Desastre                     | 1 de Novembro                |
| 7   | 107   | First Scandal                              | Primeiro Escândalo                    | 8 de Novembro                |
| 8   | 108   | Rubie Dubidoux and the Brown Bound Express | Não Divulgado                         | 15 de Novembro               |
| 9   | 109   | The Mom Who Came to Dinner                 | A Mãe que Veio Jantar                 | 29 de Novembro               |
| 10  | 110   | Sub Enchanted Evening                      | Não Divulgado                         | 10 de Janeiro                |
| 11  | 111   | No Nukes Is Good Nukes                     | Não Divulgado                         | 17 de Janeiro                |
| 12  | 112   | Wind Beneath My Wing                       | Não Divulgado                         | 24 de Janeiro                |
| 13  | 113   | State of The Unions                        | Não Divulgado                         | 13 de Abril                  |
| 14  | 114   | The Price You Pay                          | Não Divulgado                         | 20 de Abril                  |
| 15  | 115   | Ties That Bind                             | Não Divulgado                         | 27 de Abril                  |
| 16  | 116   | The Elephant in the Room                   | Não Divulgado                         | 31 de Maio                   |
| 17  | 117   | Happy Birthday, Madam President            | Feliz Aniversário, Senhora Presidente | 7 de Junho                   |
| 18  | 118   | Unfinished Business                        | Não Divulgado                         | 14 de Junho                  |

## Premiações

### Vencedor
Globos de Ouro:
- Melhor Actriz numa Série Dramática- Geena Davis (2006)

### Nomeações
- Globos de Ouro

Melhor Série de Televisão-Drama
Melhor Actor Secundário numa Série Dramática- Donald Sutherland (2006)
- Screen Actors Guild

Melhor Actriz numa Série Dramática Geena Davis (2006)
- Prêmios Satellite

Melhor Actriz numa Série Dramática Geena Davis (2006)
- Prémios Emmy

Melhor Actriz numa Série Dramática Geena Davis (2006)
Melhor Actor Secundário numa Série Dramática Donald Sutherland (2006)